# G-Force (attractie)
G-Force is een enterprise in familiepretpark Walibi Holland in Biddinghuizen.

## Geschiedenis
Oorspronkelijk stond G-Force in het Franse park Walibi Schtroumpf. Hij werd daar geopend in 1989 onder de naam Reaktor. Uiteindelijk verdween de attractie uit het park om plaats te maken voor de in 1998 gebouwde vrije val attractie Vengeance de Gargamel (Space Shoot sinds 2014). De onderdelen werden getransporteerd naar Walibi waar vervolgens de attractie weer opgebouwd werd.
De opening van G-Force vond plaats in 1998, gelijktijdig met de opening van Space Shot
In 2011 heeft de G-Force nieuwe gondels gekregen, afkomstig van de in 2010 gesloopte Inferno uit Walibi Belgium.
In 2020 onderging de attractie een renovatie als onderdeel van een grotere opknapbeurt van het themagebied Speedzone. De stalen constructie ging van een blauwe naar een grijze kleur en de gondels kregen ook een nieuw uiterlijk.

## Galerij

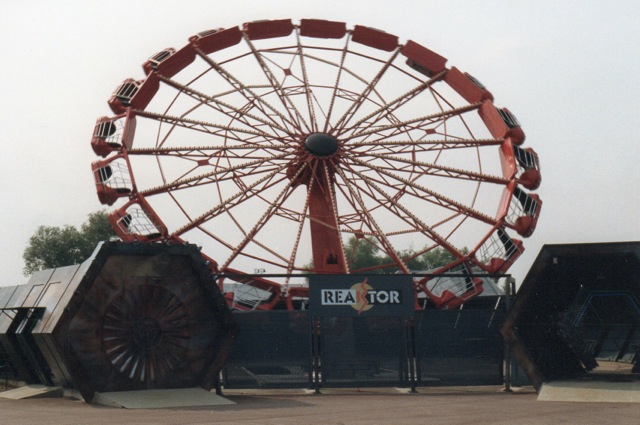
G-Force in Walibi Schtroumpf
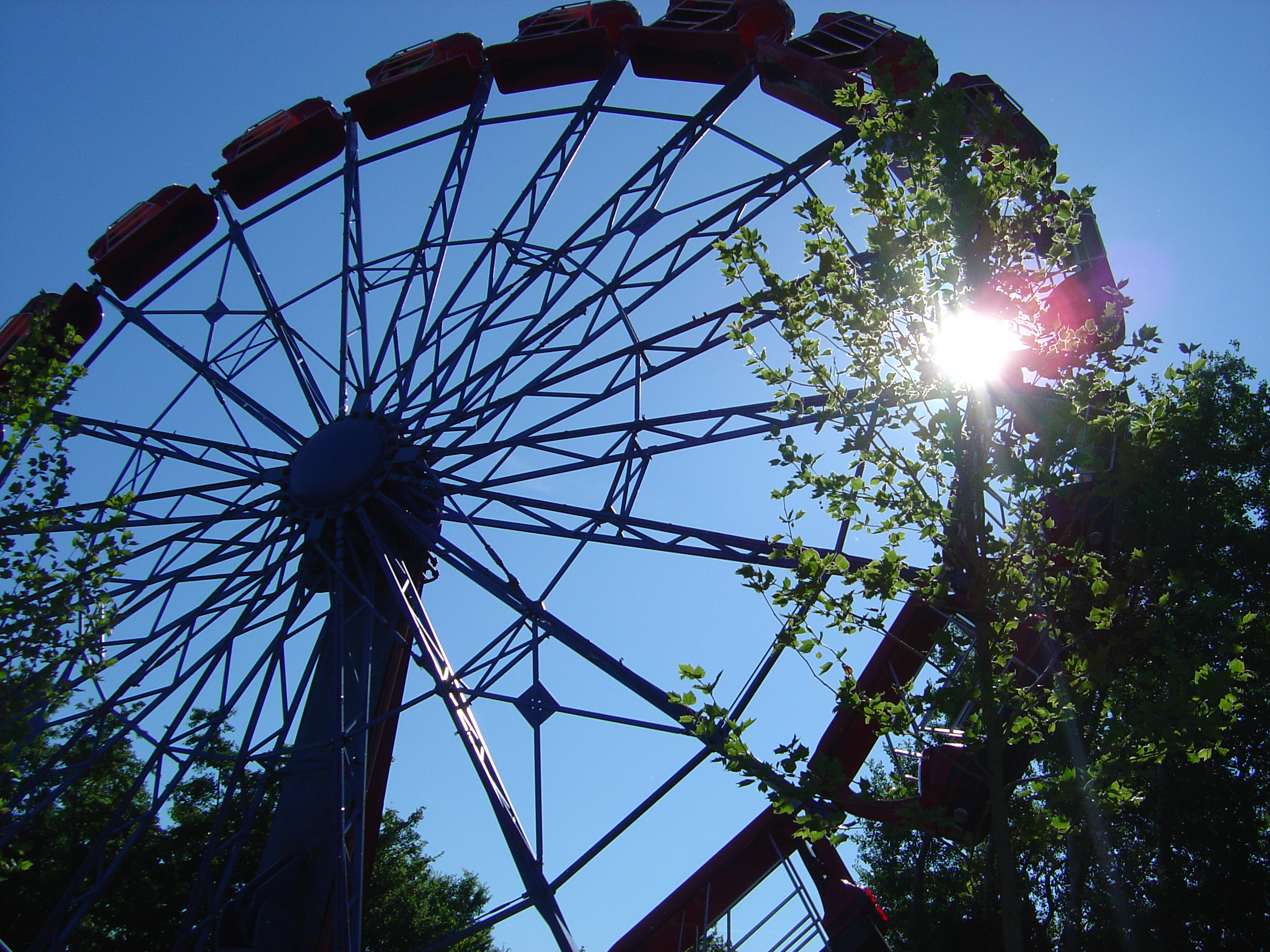
G-Force, 2007
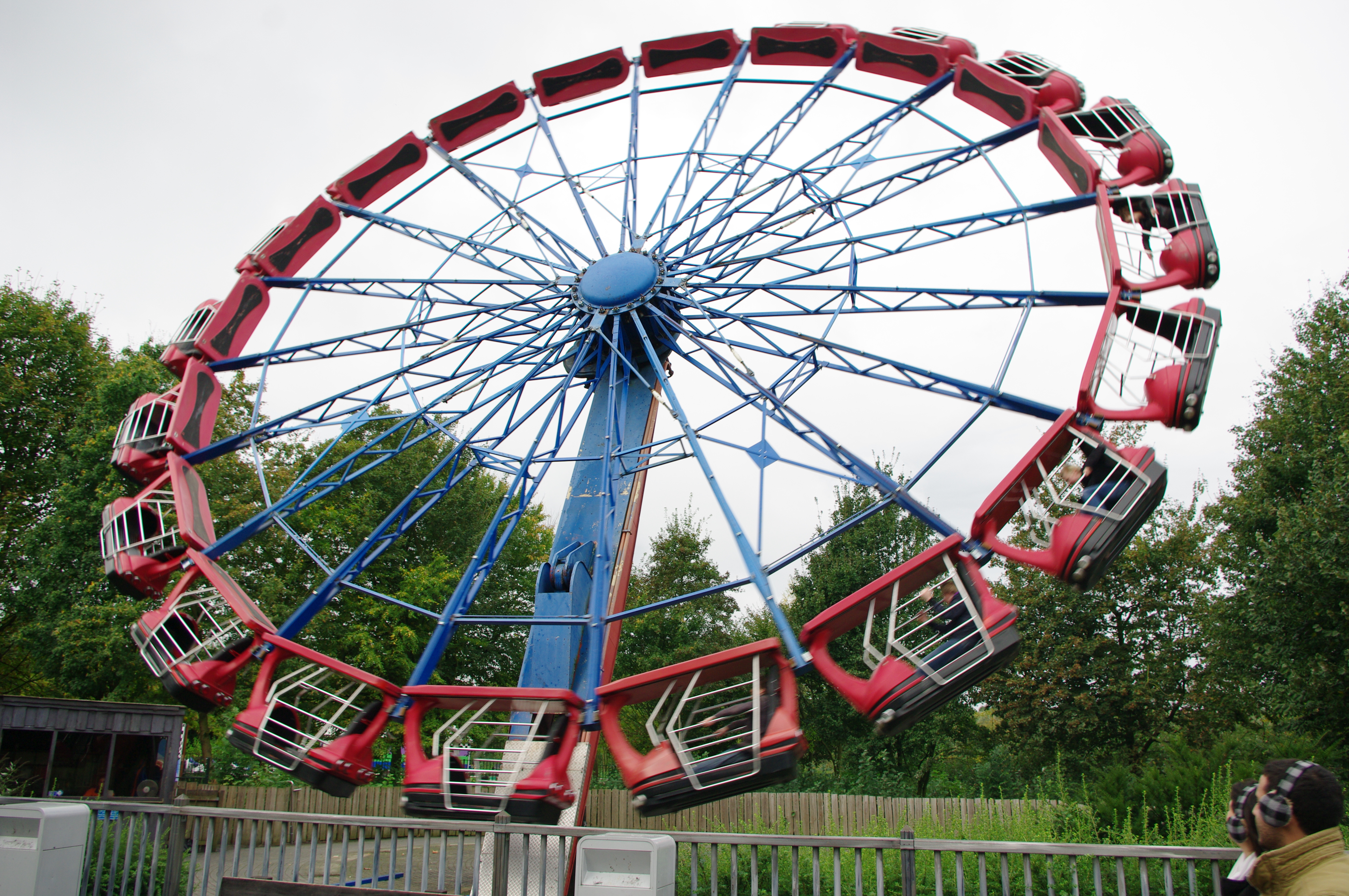
G-Force, 2010

Afbeeldingen · Lijst van attracties